# 卡馬戈 (伊利諾伊州)
卡馬戈（英語：Camargo）是一個位於美國伊利諾伊州道格拉斯縣的城市。

## 地理
卡馬戈的座標為39°47′46″N 88°09′54″W / 39.79611°N 88.16500°W，而該地的平均海拔高度為199米（即653英尺）。

## 人口
根據2010年美國人口普查的數據，卡馬戈的面積為3.29平方千米，當中陸地面積為3.26平方千米，而水域面積為0.03平方千米。當地共有人口445人，而人口密度為每平方千米135.26人。